# Anton Huber (Politiker, 1905)
Anton Josef Huber (* 4. Juni 1905 in Osterhofen, Oberamt Waldsee; † 9. Juli 1998 in Aalen) war ein deutscher Volkswirt und Politiker (CDU).

## Leben
Anton Huber wurde als Sohn eines oberschwäbischen Landwirtes geboren. Nach dem Besuch der Volksschule in Osterhofen, der Lateinschule in Waldsee und dem Abitur 1925 am Staatlichen Gymnasium in Ehingen studierte er zunächst Katholische Theologie an der Eberhard Karls Universität Tübingen. Danach wechselte er die Fakultät und studierte, zeitweise auch an der Universität Breslau, von 1927 bis 1929 sowie von 1931 bis 1934 Staats- und Wirtschaftswissenschaften. 1929 bestand er die Staatsprüfung als Diplom-Volkswirt und 1934 promovierte er an der Tübinger Universität zum Dr. rer. pol. (Dissertation: Die Hofteilung in Oberschwaben: Untersuchung über die Möglichkeit der Siedlung durch Teilung von Bauerngütern).
Huber schloss sich 1925 dem Windthorstbund an und wirkte von 1930 bis 1933 als Geschäftsführer und Leiter des Bauernsekretariates des Volksvereins für das katholische Deutschland in Ravensburg. Nach der Machtübernahme der Nationalsozialisten wurde er im April 1933 von der Gestapo in Stuttgart verhaftet und für einen Monat im KZ Heuberg als „Schutzhäftling“ arrestiert. Von 1935 bis 1945 arbeitete er als Wirtschaftsprüfer für die Schwäbische Treuhand AG (SCHITAG).
Nach dem Zweiten Weltkrieg wurde Huber im Juni 1945 Referent in der Landesdirektion für Landwirtschaft und im Dezember 1945 Referent im Wirtschaftsministerium des Landes Württemberg-Baden. Er zählte 1945 zu den Gründern der CDU Nordwürttemberg und war von 1947 bis 1951 Vorsitzender des CDU-Kreisverbandes Aalen. Von 1946 bis 1970 amtierte er als Landrat des Landkreises Aalen.
Huber war von Januar bis Juni 1946 Mitglied der Vorläufigen Volksvertretung und von Juni bis November 1946 Mitglied der Verfassunggebenden Landesversammlung für Württemberg-Baden. 1950 wurde er als Abgeordneter in den Landtag von Württemberg-Baden gewählt, dem er bis 1952 angehörte. Von 1952 bis 1953 war er Mitglied der Verfassunggebenden Landesversammlung und danach bis 1972 Abgeordneter des Landtages von Baden-Württemberg.
Er veröffentlichte 1947 das Werk Die Ordnung der finanziellen, wirtschaftlichen und sozialen Verhältnisse Deutschlands. Des Weiteren fungierte er von 1967 bis 1980 als Vorsitzender des Vereins zur Erhaltung der Abteikirche Neresheim.
Anton Huber war ledig und hatte keine Kinder.